# Ruska pravoslavna cerkev
Ruska pravoslavna carkev, s kratico RPC, ali tudi Moskóvski patriarhát je največja krščanska pravoslavna cerkev z Nicejsko-carigrajska veroizpovedjo. Je ena izmed 15 avtokefalnih Cerkva, ki so združene v skupnost pravoslavnih Cerkva in se med sabo popolnoma priznavajo (polno občestvo). RPC trdi, da je krajevna cerkev na celotnem območju nekdanje Sovjetske zveze razen Gruzije in Armenije, pristojna pa je tudi na Kitajskem in Japonskem, to pomeni naj bi si lastila polno pristojnost nad verniki in cerkveno hierarhijo na tem območju. V sami Rusiji delujejo tudi nekatere pravoslavne skupnosti, ki niso povezane z RPC (zlasti različne staroobredne skupnosti), sicer pa pristojnost RPC zavračajo tudi krajevne pravoslavne Cerkve v Estoniji, Latviji, na Kitajskem, v Moldaviji in v Ukrajini.

## Zgodovina Ruske pravoslavne cerkve

### Pokriščanjevanje
Prvi vladar Kijevske Rusije, ki je prevzel krščanstvo je bila kijevska kneginja Olga, ki je bila regentinja ob mladoletnem sinu Vladimiru. Ta je kot Kijevski knez Vladimir Svjatoslavič leta 988 razglasil pravoslavno krščanstvo po bizantinskem obredu za državno vero. Tega leta je Carigrajski (konstantinopelski) patriarh Nikolaj II postavil Mihajla za prvega metropolita novoustanovljene Kijevske metropolije carigrajskega patriarhata. Kijevska metropolija se je zaradi mongolskih vpadov preselila najprej v Vladimir (leta 1299), kasneje pa v Moskvo (leta 1325).
Neodvisnost RPC od carigrajskega patriarha štejemo od leta 1448, ko je škofovski sosvet v Moskvi razglasil rjazanskega škofa Jona za moskovskega patriarha (metropolita), brez posvetovanja s Carigradom. Polna avtokefalnost je bila dosežena kasneje.

### Pravoslavje pod mongolsko-tatarskim jarmom
Ruska pravoslavna cerkev je bila zelo pomembna za ohranitev moskovske državnosti. Tuji oblastniki, najprej Mongoli, nato Tatari (Zlata horda) so bili tolerantni do pravoslavne vere in je bila celo oproščena dajatev. V času tuje prevlade je sv. Sergij Radoneški ustanovil moški samostan Svete Trojice - Sergejevska lavra blizu Moskve, leta 1337 (po drugih virih leta 1342). Ta samostan je postal središče živahne kulturne in duhovne dejavnosti, med drugim je tam deloval ikonopisec Andrej Rubljov. Po vzoru Sergejevske lavre so nasledniki sv. Sergeja ustanovili na stotine samostanov in s tem širili območje vpliva pravoslavja.

### Cerkev pod prvimi carji
V času carja Ivana III. Vasiljeviča (Velikega) so pričeli razvijati stališče, da je po padcu Bizanca (leta 1453) Moskva središče (vzhodnega) krščanstva in s tem Tretji Rim. Skladno s to mislijo so skušali utrditi enotnost vere in obredov. Na Stoglavem sinodu leta 1551 so sprejeli enotna pravila obredja in vere za celotno območje Rusije.
RPC je po tradiciji vzhodne krščanske Cerkve težila k tesni povezanosti s posvetno oblastjo. Težili so k nekaki delitvi oblasti, niso pa zašli v neposredno izvajanje posvetne oblasti, kot je bilo včasih v zahodnem krščanstvu (papeška država, knezoškofi). Le izjemoma je prišlo do odkritega nasprotovanja. Ivan Grozni kritike ni prenesel in je dosegel, da so moskovskemu metropolitu Filipu II odvzeli posvetitev, nato tudi umorili. Metropolita Filipa so kasneje proglasili za svetnika in mučenika Cerkve.
Med vladanjem carja Fjodora I. je po prizadevanju njegovaega svaka Borisa Godunova carigrajski Ekumenski patriarh dal soglasje za ustanovitev moskovskega patriarhata. Prvi patriarh je postal leta 1589 dotedanji moskovski metropolit Job. S tem je RPC dosegla polno avtokefalnost.

### Nikonijanski razkol
V deželah pod ruskim carstvom so se že prej pojavljale različne pravoslavne ločine. Velik razkol pa je nastal po tem, ko je patriarh Nikon leta 1652 uvedel nekatere spremembe v obredju. S spremembami se je po nasvetu modrecev kijevske cerkvene akademije želel približati navadam v Grški pravoslavni cerkvi. Poleg sprememb obredja je zahteval večji nadzor in centralizacijo odločitev. Težko je soditi, ali gre za velike ali majhne dogmatske in obredne razlike. Ena izmed razlik je, da je Nikon ukazal izvajanje znamenja križa s tremi prsti, namesto dotedanje dvoprstne navade. Znaten del vernikov novotarij ni hotel sprejeti, ki naj bi bile heretične. Cerkveni zbor je v letih 1666–1667 spremembe potrdil in izobčil vernike, ki se ne bi uklonili novim navodilom. Še vedno vztrajne staroobredce so cerkveno in posvetno preganjali. Znamenit je primer protopopa Avakuma Petrova, stolnega župnika v Nižnem Novgorodu. Ker ni sprejel novotarij so pregnali v Sibirijo in ga štirinajst let držali v zaporniški jami ter končno sežgali na grmadi. Znamenita staroobrednica je tudi Feodosija Morozova ("bojarinja Morozova").
Politični program patriarha Nikona je vseboval tudi prevlado cerkvene hierarhije nad posvetno (teokratska zamisel), kar vsekakor ni bilo po godu vladajočemu carju Alekseju. Obrnilo se je tako, da so patriarhu Nikonu odvzeli položaj in izgnali. Večino nikonjanskih reform pa je ostalo, prav tako ni bil zglajen razkol s staroverci.
Nikonjanski razkol je občuten do današnjih dni. Staroobredci so se umaknili v odročne kraje, prisiljeni so bili delovati podtalno. Danes deluje ločena Ruska staroobredna pravoslavna cerkev. Cerkvi se sicer zbližujeta, vendar še vedno medsebojno ne priznavata zakramentov.

### Reforme Petra I. Velikega in Katarine II. Velike
Car Peter I. Veliki (vladal 1682–1725) je s trdo roko moderniziral tudi Rusko pravoslavno cerkev. Začel naj bi obdobje cezaropapizma. Cerkveno organizacijo je v veliki meri spremenil v oddelek državnega aparata.
Do tedaj je po bizantinski tradiciji vladar veljal za "zaščitnika vere", imel je tudi pravico veta na imenovanje škofov ter je aktivno sodeloval v posvetitvah najvišjega klera. Tudi Stoglavemu sinodu (1666–1667) je predsedoval car. 
Peter I. je temeljito posegel v razmerja med svojo oblastno in Cerkvijo. Namesto patriarha ali metropolita je RPC upravljal Najsvetejši upravni sinod, ki so ga sestavljali škofje in posvetni uradniki, ki jih je imenoval car. Po dolgotrajnih obojestranskih manevrih je prevladal car. Najsvetejšemu sinodu je predsedoval laični uradni, ki ga je imenoval car. Peter I. je skušal RPC po duhu približati Zahodu. Omogočil je "ukrainizacijo", tako, da je višja mesta v cerkveni hierarhiji pretežno zasedala duhovščina, ki se je šolala v ukrajinskih in poljsko-litovskih semeniščih (zlasti v Kijevsko-mogilevski akademiji). Popi so se morali bolje izobraževati, v semenišča je med drugim uvedel obvezno učenje latinščine.
Tudi Petrovi nasledniki so si postopno podrejali RPC. Katarina Velika (vladala 1762–1796) si je prisvojila samostanske posesti; dotlej cerkveni tlačani so čez noč postali državni.
RPC je ponovno dobila patriarha in patriarhijo šele leta 1917, tik pred oktobrsko revolucijo. 